# Los tres gauchos orientales
Los tres gauchos orientales es una narración en verso del poeta uruguayo Antonio Lussich. La obra, de tema gauchesco, fue  publicada en Buenos Aires en junio de 1872, seis meses antes de la publicación, en diciembre del mismo año, de Martín Fierro, de José Hernández, que se inspiró en el libro de Lussich, pero dando al relato un carácter individual y distinto en cuanto a los temas que se tratan. El subtítulo de la edición original, "Coloquio entre los paisanos Julián Giménez, Mauricio Baliente y José Centurión sobre la Revolución Oriental en circunstancias del desarme y pago del ejército", resume el eje argumental.

## Argumento
Los tres gauchos orientales es un extenso poema en el que se cuenta en tono dramático la conversación entre tres gauchos: Julian Giménez, Mauricio Baliente y José Centurión. Los tres han sido enrolados en las fuerzas del caudillo uruguayo Timoteo Aparicio sublevadas contra el gobierno del presidente Lorenzo Batlle. Lussich, entonces de 22 años, perteneciente a una familia acomodada, no habló de sí mismo, sino de lo que presenció entre los gauchos, sus alegrías y pesares. En 1883, hizo una revisión mejorada de la obra, dándole mayor consistencia poética.